# Nipponeurorthus tinctipennis
Nipponeurorthus tinctipennis is een insect uit de familie van de Nevrorthidae, die tot de orde netvleugeligen (Neuroptera) behoort. 
Nipponeurorthus tinctipennis is voor het eerst wetenschappelijk beschreven door Nakahara in 1958.